# Saint-Christophe, Creuse
 Saint-Christophe là một xã thuộc tỉnh Creuse trong vùng Nouvelle-Aquitaine miền trung nước Pháp. Xã này nằm ở khu vực có độ cao trung bình 500 mét trên mực nước biển.